# Hermann Joseph Paulssen
Hermann Joseph Paulssen (* 11. März 1813 in Gangelterheide; † 24. Mai 1877 in Laffeld) war ein preußischer Bürgermeister und Landrat des Kreises Heinsberg.

## Leben
Paulssen war der Sohn des Müllers Paul Godfried Paulssen (getauft 1. Mai 1787 in Gangelt; † 6. Juni 1817 ebenda) und dessen Ehefrau Katharina geborene Schillings (1786–1858). Er war Katholik und heiratete am 8. September 1847 in Aphovens Maria Anna Katharina Bürsgens (* 7. Dezember 1823 in Streiffeld; † 11. April 1891 in Laffeld). Er lebte als Rittergutsbesitzer in Laffeld.
Paulssen war ab 1836 im Kommunaldienst tätig. 1841 zum Bürgermeister der Bürgermeisterei Aphoven mit dem Sitz in Laffeld ernannt, übernahm Paulssen 1845 in der Nachfolge von Leonards „einstweilen und bis auf weitere Bestimmung“ in Personalunion (kommissarisch) auch die Verwaltung der Bürgermeisterei Waldenrath. Hinzu kam ab 1862 die Verwaltung der Bürgermeisterei Braunsrath. Seit 1857 war Paulssen 1. Kreisdeputierter des Kreises Heinsberg in dieser Funktion versah Paulssen vom 5. September 1876 bis zu seinem Tod auftragsweise die Verwaltung des Kreises.
Er war Abgeordneter im Provinziallandtag der Rheinprovinz für den Stand der Landgemeinden im Regierungsbezirk Aachen. Von 1854 bis 1858 war er stellvertretender Abgeordneter, im Jahr 1860 wurde er als Stellvertreter einberufen und nahm am Provinziallandtag teil, von 1861 bis 8/1875 war er Abgeordneter im Provinziallandtag.